# 北川なつ
北川 なつ（きたがわ なつ）は、日本の漫画家、絵本作家、イラストレーター。「北川」は育った町の名前から、「なつ」は飼っていた猫の名前からつけた。

## 来歴
特別養護老人ホームやグループホームでの勤務経験があり、その体験や知識を元に、フィクションのカラー漫画をブログに発表する。2012年、ブログで発表してきた漫画を加筆修正したものと、描き下ろし漫画を加え、『マンガ認知症のある人って、なぜ、よく怒られるんだろう?』を自費出版する。
現在は、介護雑誌での1本の連載、ブログでの発表、企業・団体・個人からの依頼で漫画やイラストを制作している。
【介護関連の取得資格】
ケアマネジャー・介護福祉士・ヘルパー2級。

## 作品

### 単著
- マンガ 認知症のある人って、なぜ、よく怒られるんだろう?（ぺこなつ 堂、2012年、ISBN 978-4990681081）
- 犬がとなりにいるだけで（実業之日本社、2015年7月1日）
- 心がすっと軽くなる　ボケた家族の愛し方　マンガ・イラスト部分担当（高橋書店、2015年11月25日）
- 新装版　認知症のある人って、なぜ、よく怒られるんだろう?（実業之日本社、2016年5月14日）
- 漫画で笑ってほっこり　老いた親のきもちがわかる本　　監修：佐藤眞一（朝日新聞出版、2017年8月）
- 絵本シリーズまたあいたいな①　「おばあちゃんパンになる」（アルタ出版、2017年9月）
- 絵本シリーズまたあいたいな②　「おじいちゃんとぼくとペロのウンチ」（アルタ出版、2017年9月）
- 絵本シリーズまたあいたいな③　「べんりだね！～おじいちゃんちはやまのなか～」（アルタ出版、2017年9月）

### 冊子
- 小野さん一家とアルツハイマー型認知症の貼るお薬のお話（小野薬品工業株式会社、2014年9月）
- マンガで正しく知ろう認知症！認知症のある人って、なぜよく怒られるんだろう？（ＮＰＯ法人ハート・リング運動）
- 花田さん一家とアルツハイマー型認知症のおはなし①もの忘れ編（小野薬品工業株式会社、2016年5月）
- 花田さん一家とアルツハイマー型認知症のおはなし②会話減少編（小野薬品工業株式会社、2016年5月）
- 花田さん一家とアルツハイマー型認知症のおはなし③意欲低下編（小野薬品工業株式会社、2016年5月）
- 花田さん一家とアルツハイマー型認知症のおはなし④食欲低下編（小野薬品工業株式会社、2016年5月）
- マンガ　介護はじめて物語（社会福祉法人アゼリヤ会、2016年12月）

### 連載中
- みんなみんな いつかは年をとる（『Better Care(ベターケア)』芳林社刊）

### 連載終了
- 今日も「なにげにポジティブ」介護ワールド（『介護人材Q&A』産労総合研究所発行）※雑誌休刊のため、2016年6月にて終了